# Jay Haley

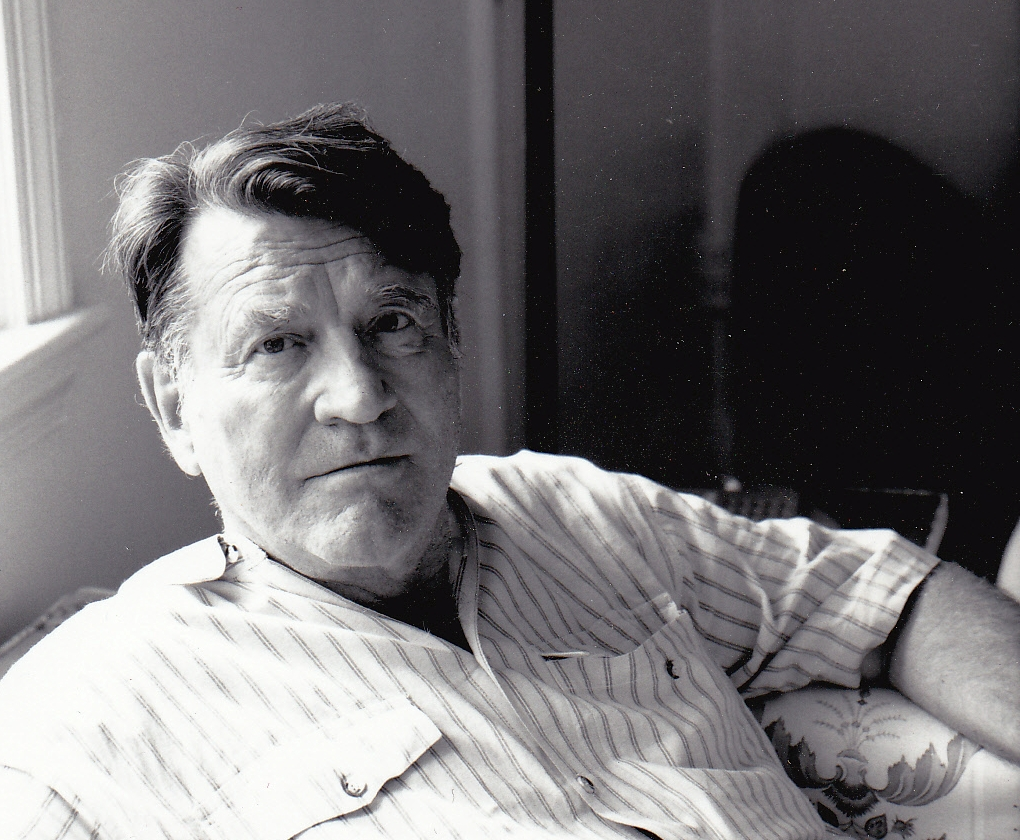
Jay Haley

Jay Douglas Haley (19 luglio 1923 – 13 febbraio 2007) è stato uno psicoterapeuta statunitense.

## Biografia
Appartenente al gruppo originario della Scuola di Palo Alto, fu uno dei fondatori della terapia breve e sistemica in generale, pioniere della terapia familiare e padre della "terapia strategica", termine introdotto nel primo capitolo di Terapie non comuni (1973), titolato appunto La terapia strategica. Ha studiato il lavoro e collaborato con Milton Erickson e con Gregory Bateson.
Per Haley la Terapia Strategica "non è un particolare approccio o teoria, ma un nome per quei tipi di terapia in cui il terapeuta si assume la responsabilità di influenzare direttamente le persone" . Secondo la teoria della terapia strategica i sintomi del paziente sono il risultato dei tentativi (che Paul Watzlawick chiama tentate soluzioni) dei membri della famiglia di correggere ciò che loro considerano comportamenti problematici. Non c'è alcun interesse a ricercare le presunte cause del problema del paziente, in quanto esse sono nel passato e ciò che è accaduto in passato "non lo saprai mai davvero" ed in quanto lo sviluppo della consapevolezza relativo alle cause nel passato non conduce alla soluzione del problema del paziente.

## Opere
- Haley, Jay (1963) Strategies of Psychotherapy. New York: Grune & Stratton. (tr. it Le strategie della psicoterapia. Sansoni Editore nuova S.p.A Firenze, 1977)
- Haley, Jay (1973). Uncommon Therapy. The Psychiatric Techniques of Milton Erickson, M.D.. New York : Norton & Co. (tr. it. Terapie non comuni. Tecniche ipnotiche e terapia della famiglia. Roma: Astrolabio, 1976).
- Haley, Jay (1984) Ordeal Therapy. Unusual ways to change behavior. Jossey-Bass Publishers. (tr. it. Il Terapeuta e la sua vittima. L'uso dell'ordalia per cambiare il comportamento. Roma. Astrolabio, 1985).